# Manfred Hennig
Manfred Hennig (* 1952 in Berlin) ist ein deutscher Musiker, Keyboarder und Musikpädagoge.

## Leben
Manfred Hennig wuchs in Berlin auf, wo er bis heute lebt. Als Kind erhielt er Klavierunterricht.
Nach seinem Schulabschluss wollte er zunächst Zahnarzt werden und begann ein Studium der Zahnmedizin in Ost-Berlin, was er allerdings schon nach kurzer Zeit zugunsten der Musik wieder abbrach. Danach absolvierte er sein Musikstudium an der Musikschule Friedrichshain und später an der Hochschule für Musik Hanns Eisler Berlin.
Hennig spielte als Keyboarder eine Zeit lang in der Band Neue Generation. Von 1976 bis 1978 war er Keyboarder in der Rockband Babylon. Im Jahr 1978 verließ er die Band wieder und gründete gemeinsam mit Wolfgang Fuchs die Gruppe Pond. Hennig verließ im Jahr 1981 diese Gruppe wieder und ging als Keyboarder zur Gruppe Elefant. Im Musikvideo zu Jugendliebe mit der Sängerin Ute Freudenberg ist Hennig kurz als Standesbeamter zu sehen. Im Jahr 1982 ging Hennig zur Rockband City, wo er nun Rüdiger Barton als Keyboarder ablöste, da dieser zu Silly gewechselt war. Hennig blieb dort zehn Jahre lang festes Bandmitglied. 1992 verließ er die Gruppe und gründete eine Werbeagentur. 1995 kehrte er wieder zu City zurück und blieb bis zur Abschiedstournee im Dezember 2022 festes Bandmitglied.
Hennig ist seit einigen Jahren als Musiklehrer an einer Musikschule für die Fächer Klavier und Keyboard tätig. Er ist zudem als Komponist für andere Musiker tätig.
Seit September 2012 ist Hennig mit einer Informationstechnikerin verheiratet, die er im Jahr 1999 kennengelernt hat. Aus früheren Beziehungen hat er mehrere Kinder.